# Temp Chepetivka
Le Futbolny Klub Temp Chepetivka (en ukrainien : Футбольний Клуб  Темп Шепетівка), plus couramment abrégé en Temp Chepetivka, est un ancien club ukrainien de football basé à Chepetivka.

## Histoire du club

### Dates clés
- 1990 : fondation du club sous le nom de Temp Chepetivka
- 1996 : fermeture du club
- 2005 : le club reprend son activité et intègre le championnat régional de l'oblast de Khmelnytskyï

### Historique
Le club est fondé en 1990 à Chepetivka, une ville de l'oblast de Khmelnitski. En 1991, le club est promu pour la première fois en quatrième division soviétique. Il y reste une saison, jusqu'à l'éclatement de l'URSS. Au total, le club évolue une saison en quatrième division soviétique en 1991, et il gagne la coupe régional de RSS d'Ukraine. 
Le club devient ensuite l'un des membres fondateurs du championnat d'Ukraine. Il reste trois saisons dans la première division ukrainienne. Mais en 1996, le club est dissous à la fin de la saison à cause de mauvais résultats, ne pouvant éviter la relégation en troisième division ukrainienne.

## Palmarès
| Compétitions nationales                                                                                                 |
| --- |
| - Championnat d'Ukraine - Meilleure performance : 9e (1993-94.) - Championnat d'Ukraine D2 : - Vice-champion : 1992-93. |

## Entraîneurs du club
| - Ishtvan Sekech (1990-1991) - Zaya Avdysh (1992) - Youri Voïnov (1992) - Sergey Dotsenko (1993) | - Leonid Tkachenko (1993-1994) - Stanislav Bernikov (1994-1995) - Revaz Dzodzouachvili (1995) |